# Ferrocarril Provincial de Santa Fe
EL Ferrocarril Provincial de Santa Fe (FCPSF) fue una empresa ferroviaria de capitales franceses que operó una red de trocha angosta construida por el gobierno provincial de Santa Fe a fines del siglo XIX. 
Esta nueva empresa comenzó a operar el 10 de abril de 1900 cuando por decreto provincial, el “Ferrocarril de Santa Fe a las Colonias” o “Ferrocarriles Santafesinos” es transferido a la compañía “Ferrocarril Provincial de Santa Fe”. Esta empresa extenderá más tarde sus ramales a las provincias del Chaco y Córdoba. 
Después de la nacionalización ocurrida entre 1947 y 1948, su red pasó a formar parte del Ferrocarril General Belgrano. Fruto de esta reorganización, varias de sus estaciones y ramales dejarán de operar con el correr de los años.

## Origen
En 1878 la colectividad francesa funda una sociedad de socorros mutuos denominada L' Unión. La comunidad crece y crea "La France" sociedad con fines filantrópicos y recreativos. Para satisfacer las necesidades inmigratorias y la producción agrícola de las nuevas colonias francesas establecidas en torno a la ciudad de Santa Fe se decide la construcción de un ferrocarril.
Es así que el Ferrocarril de Santa Fe a las Colonias o Ferrocarril Santafecino tiene su origen en un contrato firmado el 12 de enero de 1883 entre el Gobierno de la Provincia y los Señores John G. Meiggs Son & Cia. que obligaba a la construcción de un ferrocarril de 100 kilómetros desde la ciudad de Santa Fe, en dirección a las colonias agrícolas. La primera sección de Santa Fe a Rafaela se inauguró el 1.º de julio de 1885, de Rafaela a Lehmann el 1.º de mayo de 1886 y dos meses después, el 1.º de julio, el ramal de Empalme San Carlos a San Carlos Sud, el 15 de octubre, el ramal de Santa Fe a Colastiné y el 31 de diciembre se completó la línea desde Lehmann a San Cristóbal. El 1.º de julio de 1887 se habilitó San Carlos Sud a Gálvez y al año siguiente de Humbolt a Providencia y de esta a Soledad, el 1.º de enero y el 1.º de junio, respectivamente.
En 1888, también el 1.º de enero, se habilitaron los ramales de Coronda a Gessler y Pilar a Josefina y San Francisco, empalmando en esta última, sus rieles con el Ferrocarril Córdoba y Rosario que al habilitar su primera sección, permitió la conexión ferroviaria de trocha angosta, entre el Puerto de Santa Fe y el norte argentino, vía Ferrocarriles Santa Fe, Córdoba y Rosario, Central Córdoba y Central Norte. 
El 1.º de septiembre de ese año, quedaron inauguradas las líneas de Santa Fe a Rosario y de Santa Fe a San Justo.  La primera de estas ingresó a Rosario desde el Norte por el actual Boulevard Rondeau, estableciéndose una parada en Pueblo Alberdi (en proximidades de la actual calle Superí, hoy plaza Alberdi) y tras el cruce de la que luego sería Avenida Sorrento tomó rumbo Suroeste estableciendo la estación Sorrento en lo que hoy es la calle Darregueira y República Siria. Saliendo de la estación Sorrento su trazado continuaba en la dirección mencionada (suroeste) y tras cruzar a nivel con la vía del F.C.B.A. y R. (luego Cabin N.º 20) a la altura de lo que hoy es la calle Juan B. Justo se curvaba tomando una franca dirección sur. Seguía en dirección sur hasta lo que hoy es la Av. Juan José Paso donde empalmaba con el F.C.C.C. A esta altura el Ferrocarril Central Córdoba había levantado su estación Empalme Graneros, en el kilómetro 305 de su trayecto desde Buenos Aires, justamente donde el Central Córdoba empalmaba con el Ferrocarril Santa Fe. Ambos ferrocarriles, el Central Córdoba y el Santa Fe usaban la misma vía unos metros pues poco después de traspasado el kilómetro 305 el F.C.S.F. volvía a independizarse del Central Córdoba mediante un desvío hacia el este y siguiendo un trayecto diagonal llegaba a su propia estación en la calle Caferatta en Rosario, luego de pasar en trinchera por debajo de las vías del F.C.C.A. antes de que estas ingresen a la playa Rosario parada, además de la construcción de un pequeño desvío para el interchambio de cargas y pasajeros con este ferrocarril, para lo cual estableció la estación Ludueña. Mientras tanto la otra línea (Santa Fe – San Justo) sería la primera sección de una vía que avanzaría hacia El Chaco y que se habilitó sucesivamente hasta Escalada en mayo de 1889, Hasta Calchaquí en septiembre de ese mismo año, hasta Vera en febrero de 1890 y hasta La Sabana, el 1.º de noviembre de 1892. De Colastiné a Rincón el ramal se abrió al servicio en diciembre de 1889 y los desvíos Maciel - Puerto Gaboto y Empalme Gaboto - San Carlos, de 9 y 14 kilómetros respectivamente, se pusieron en servicio durante el año 1891.
Mientras tanto, el 10 de octubre de 1888 el gobierno de la Provincia firma un contrato de arrendamiento a la Compañía francesa “Fives Lille”.
Los comisionistas y las personas que llegaban del campo sin ganas de alejarse del centro ferroviario impulsaron la formación de un centro comercial sobre calle Cafferata, en Rosario, donde la tienda La Buena Vista se convirtió en una de las construcciones más emblemáticas de ese período. Por su parte, en la “belle epoque” Santa Fe era una verdadera ciudad francesa. Aquí, la compañía Fives Lille transforma a un vasto sector relacionado con el emplazamiento de su estación Terminal y el asentamiento residencial de su personal y todos los alrededores a la estación cobran un particular impulso instalándose comercios, hoteles y empresas vinculadas al transporte. La casa del director del ferrocarril sería luego la sede de la Alianza Francesa. Durante esa época a Sante Fe era llamada “La Pequeña Francia”. 
Entre 1893 y 1894 el F.C.S.F. construyó su propio acceso a la Refinería Argentina mediante el tendido de un ramal que partía de estación Sorrento, continuaba junto al lateral Este de la vía a Tucumán del F.C.B.A. y R., y finalmente se ponía en paralelo a los ramales de los F.C.B.A. y R. / C. y R. con el mismo destino.  De esta forma se conformó la traza posteriormente denominada “Tres Vías” que a los pocos años contaría con más de quince desvíos de distinta trocha destinados al movimiento de cargas y mercaderías.
En 1898 las dos sociedades francesas “L´ Unión” y “Le France” se fusionan con el nombre de “Unión Francesa”.

## Transferencia del ferrocarril a capitales franceses

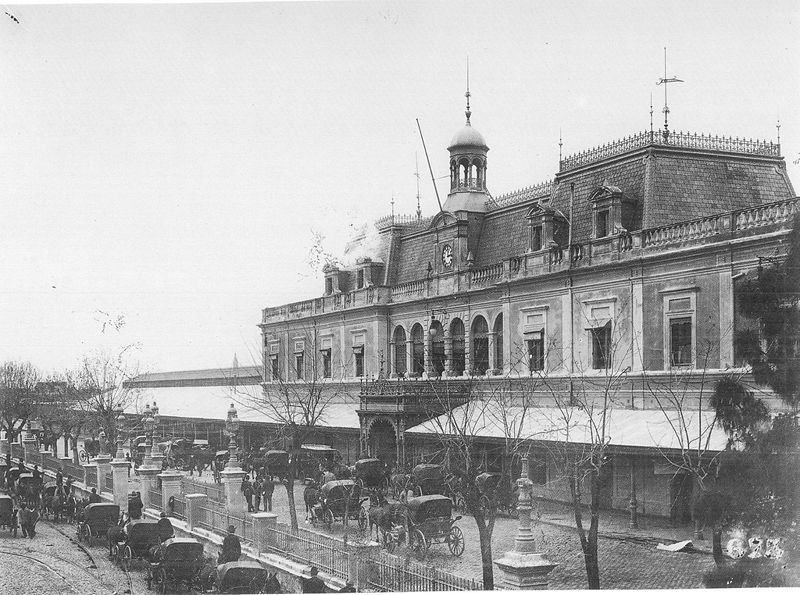
Estación Central del F.C.P.S.F. en la Ciudad de Santa Fe, conocida localmente como "La Francesa". Fue demolida en 1962 para construir la Terminal de Ómnibus de la Ciudad.

Poco después, el Ferrocarril Santafesino, empresa hasta aquel entonces propiedad de la provincia, fue transferida el 10 de abril de 1900, por un decreto provincial, a la "Compañía Francesa de los Ferrocarriles de la Provincia de Santa Fe", la más antigua de las tres empresas ferroviarias argentinas de capitales franceses, formada por el gran banque d'affaires Paribas, la productora de acero Fives Lille y un grupo de financistas asociados con esta última.
Esta nueva empresa habilitó, el 12 de diciembre de 1901, un ramal de Virginia a Moisés Ville y el 14 de agosto de 1903, el acceso desde el Kilómetro 135 de la vía principal al Puerto de San Martín.
En la Provincia de Córdoba, se abrió la línea de San Francisco a Villa María el 30 de abril de 1904 y el ramal que desde pozo del Molle se dirigía a la Ciudad de Córdoba, el cual quedó habilitado hasta Carrilobo, el 11 de septiembre de 1907, mes y año en que se habilitó, el día 20, en territorio de la Gobernación del Chaco, la prolongación de su línea, desde La Sabana hasta Barranqueras. 
En 1910 se da inició a los trabajos de construcción del patio de maniobras Sorrento Cambios, que con sucesivas modificaciones se convirtió en la principal instalación de su tipo en la trocha métrica de Rosario. Al año siguiente, se construyó un ramal industrial entre la estación Sorrento y la Usina Eléctrica que por entonces estaba construyendo la Sociedad de Electricidad del Rosario (S.E.R.) en el Barrio Sarmiento.
Desde Charaday a Oetling la vía se abrió el 10 de noviembre de 1911, de Horquilla a Enrique Urién, el 16 de agosto de 1912 y desde esta a Villa Angela, el 22 de diciembre de 1914. El ramal de Vera a Reconquista quedó habilitado el 18 de noviembre de 1913, año en que se habilitó también el ramal del Kilómetro 340 de la vía principal hasta Villa Guillermina.
Durante la segunda mitad de la década de 1920 esta compañía emprendió una importante relocalización de sus vías en la zona de Rosario: se construyó un nuevo acceso para la vía principal procedente de Santa Fe, a partir de la estación Juan Ortiz (luego denominada estación Capitán Bermúdez) se dirigió en dirección suroeste para atravesar la vía a Tucumán del F.C.C.A. mediante un gran puente metálico oblicuo, superado el cual descendía el terraplén y giraba rumbo al Sur para ingresar al municipio de Rosario y, poniéndose en paralelo a la vía del F.C.C.C. a Córdoba, ingresaba al patio Sorrento Cambios por su extremo Noroeste. Allí se construyó la estación Sorrento “P” (Pasajeros) a la vez que se ejecutó una importante rediagramación y ampliación de vías en el patio de maniobras contiguo. La estación Sorrento fue rebautizada como estación Sorrento Cargas y fue dedicada exclusivamente a dicho tráfico. Como culminación de esta obra, el F.C.S.F. construyó un nuevo edificio para la estación Rosario / S.F., inaugurada en 1929 y cuya monumental arquitectura, diseñada por los arquitectos Giusseppe Micheletti y Enrique Chanourdie, permanece aún hoy casi intacta, convertida en la estación terminal de ómnibus “Mariano Moreno”.
Además de las reformas mencionadas durante este período la compañía tendió 146 kilómetros de vías adicionales, entre los que se encuentran los ramales de Lanteri a Las Toscas (72 km); Enrique Urien a Ñandubay (44 km), y de Oetling a Punta Rieles al Norte (30 km).

## Nacionalización del ferrocarril

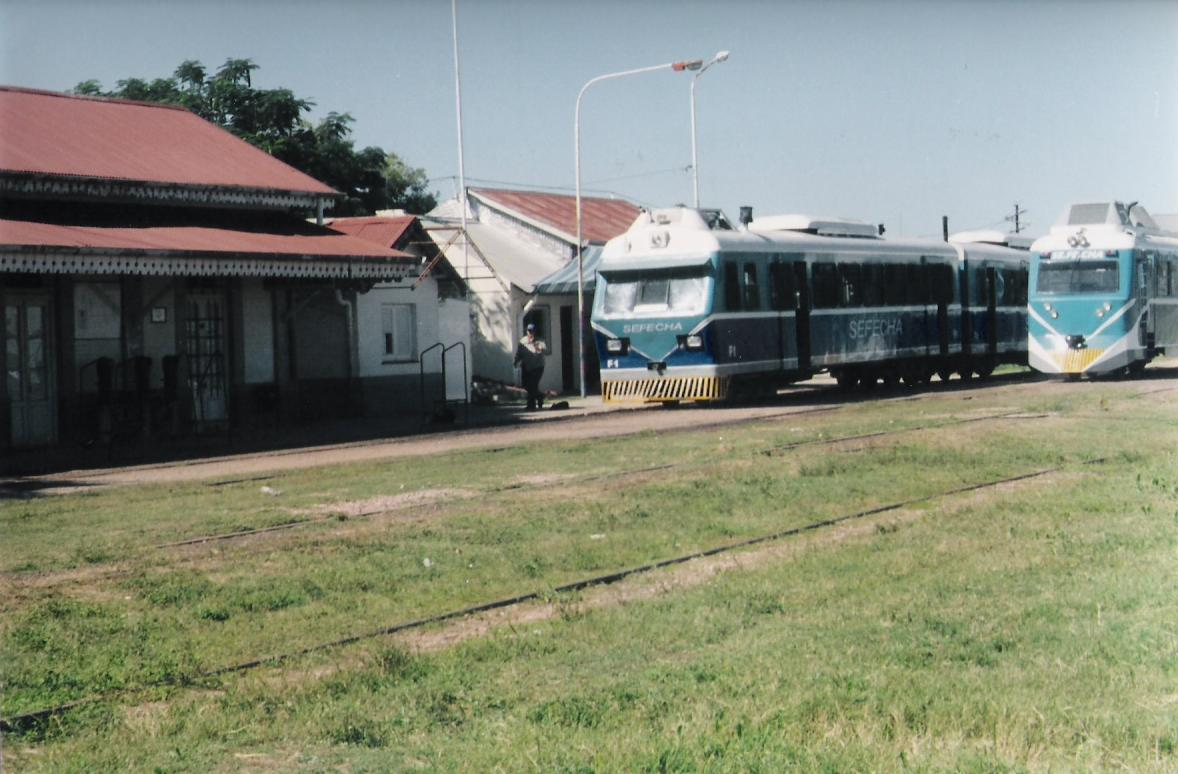
Tras el masivo cierre de ramales, la Provincia del Chaco creó la empresa SEFECHA, para explotar algunas líneas del Ferrocarril Belgrano, incluyendo ramales del ex F.C. Provincia de Santa Fe.

La adquisición, por parte del Estado nacional, de algunas empresas de servicios públicos, denominadas “nacionalizaciones”, tipificaron la política económica argentina entre 1946 y 1949.
Sin embargo esto no fue una política exclusiva del peronismo, sino que era algo que se venía dando desde tiempo atrás con el presidente Castillo quien había decretado la caducidad de la empresa francesa que explotaba el puerto de Rosario, entre otras medidas en las que se incluyó también la formación de la incipiente Flota Mercante Argentina arrendando o comprando barcos a los países beligerantes y el vencimiento de la concesión de la Compañía Primitiva de Gas en la Capital Federal. Además, radicales, nacionalistas y forjistas también indicaban como una necesidad la incorporación de empresas al patrimonio del Estado.
Las trágicas consecuencias de la Segunda Guerra Mundial, el futuro vencimiento de la Ley Mitre (el 1.º de enero de 1947 los ferrocarriles en la Argentina quedaban desamparados de las franquicias otorgadas por dicha Ley, que entre otras cosas las eximía de pagar gravámenes aduaneros) y los cambios políticos en el país, tenían a maltraer no solo a los ingleses sino también a los franceses, quienes aceleraron los trámites para llevar a cabo un acuerdo. 
Mientras se retomaban las duras negociaciones con los británicos, simultáneamente se formalizaron conversaciones con el gobierno provisorio de la República Francesa que buscaba vender sus ferrocarriles, los cuales eran en verdad poco significativos, ya que habían llegado tarde a la conquista del mercado argentino. El 17 de diciembre de 1946 se firmó el contrato de compra-venta entre Miguel Miranda, presidente del I.A.P.I y el embajador extraordinario y plenipotenciario Conde Wladimir D´ormesson, “ad referéndum” de los directorios del IAPI y las empresas francesas, determinándose un precio global de $ m/n 182.796.173 (unos u$s 45 millones) por las tres compañías ferroviarias francesas: CGBA, RPB y FCPSF. La cifra acordada se giraría en francos franceses a sus propietarios, al tipo de cambio del día de su aprobación por parte del Poder Ejecutivo.
Por el decreto nacional n.º 31218/47 de 7 de octubre de 1947 se dispuso la toma de posesión e incorporación de la Compañía Francesa de Ferrocarriles de Santa Fe a la red de la Administración de los Ferrocarriles del Estado. El 1 de noviembre de 1947 se hizo efectiva la incorporación de esas empresas a los Ferrocarriles del Estado, realizándose con tal motivo, actos alusivos en la sede de la administración de la CGBA y en las estaciones cabeceras de las otras dos empresas. En cuanto a la CGBA, el acto fue presidido por el entonces administrador general de los Ferrocarriles del Estado, Capitán de Navío Alfredo J. Job, quien fuera el último administrador de esa empresa. A partir de allí, las ex empresas francesas (principalmente la ex-CGBA), mantuvieron cierta autonomía hasta la reorganización de la red, que tuvo lugar después de nacionalizados los ferrocarriles británicos ocurrida el 1.º de marzo de 1948.
Ese mismo año, 1948, un decreto del P.E. dispuso la reorganización de los Ferrocarriles que en adelante, llevarían los nombres de próceres o personajes ilustres del país que tuvieran algo que ver con la región en cuestión. Todas las líneas de trocha angosta pasaron a integrar la red del Ferrocarril Nacional General Belgrano (F.C.N.G.B.), salvo el Ferrocarril Nacional Patagónico que luego se integraría al Ferrocarril General Roca. 
En la ciudad de Rosario, principal nodo del F.C.N.G.B., se dispuso el cierre para tráfico de pasajeros de las estaciones terminales de los ferrocarriles Central Córdoba, Santa Fe y Compañía General de Buenos Aires. La totalidad del movimiento de pasajeros se concentró en la estación Rosario Oeste. 
La terminal Rosario del ex F.C.S.F. fue ligeramente remodelada y reinaugurada a finales de 1950 como “Estación Terminal de Omnibus Coronel Perón” (rebautizada posteriormente con el nombre del Doctor Mariano Moreno) aunque se mantuvo el uso ferroviario de los galpones de carga circundantes, hasta que en 1987 fueron clasurados definitivamente: tras levantarse las vías la Municipalidad de Rosario destinó el sitio al Centro de Convenciones “Patio de la Madera”.
La imponente Estación Central de este Ferrocarril, ubicada en la ciudad de Santa Fe y conocida localmente como “La Francesa”, fue demolida en 1962 para construir allí la nueva Terminal de Ómnibus de larga y media distancia de la ciudad, la cual fue parcialmente inaugurada en 1965 y en forma total en 1968. 
Actualmente una parte de su red, presta servicios de pasajeros a través de la empresa SOFSE